# Armin Holz
Armin Holz (* 15. August 1962 in Krefeld) ist ein deutscher Theaterregisseur, Opernregisseur und Bühnenbildner.

## Leben
Armin Holz studierte von 1983 bis 1985 Theaterwissenschaft und Kunstgeschichte an der Universität Wien. Anschließend lernte er bis 1989 Regie an der Otto-Falckenberg-Schule in München.
Er war Assistent bei Peter Zadek am Deutschen Schauspielhaus in Hamburg.
Neben Zadek sind seine großen Vorbilder Rudolf Noelte, Klaus Michael Grüber und Patrice Chéreau.
Holz lebt in Berlin.

## Inszenierungen
Die Inszenierung von Oscar Wildes: Bunbury war Holzens Abschlussarbeit an der Otto-Falckenberg-Schule. Als Aufführungsort wählte er ein Gewächshaus in München-Moosach, das Botanikum, das er zu einem Theater umbauen ließ. 1991 brachte er als Eigenproduktion Alfred de Mussets Man spielt nicht mit der Liebe in einem Zelt vor dem Schloss Lüntenbeck auf die Bühne.
1992 wurde er ans Deutsche Theater Berlin geholt, wo er bei dem Stück Wunderworte von Ramón del Valle-Inclán Regie führte.
Am Niedersächsischen Staatstheater Hannover inszenierte er 1996 Die falsche Zofe  von Marivaux. Dafür erhielt er aus den Händen von Günther Rühle den Preis der Deutschen Akademie der Darstellenden Künste. Juror war der Theatermacher Kurt Hübner. Hübner, rühmte die Inszenierung als „lebendigstes Theater“ (Laudatio von Kurt Hübner auf Armin Holz beim Erhalt des Förderpreises für Regie der Deutschen Akademie der Darstellenden Künste, Bensheim 1998).
2001 inszenierte Holz als Eigenproduktion in Berlin Jane Bowles Im Gartenhaus auf der Probebühne Cuvrystraße. Mit dem selten gespielten Stück plädiert Holz für ein Theater der Poesie und Sensibilität.
2003 realisierte er wiederum als Eigenproduktion Oscar Wildes Salome auf der gleichen Bühne in Berlin. Die Titelrolle spielte Jeanette Hain, die bis dahin vor allem als Filmschauspielerin hervorgetreten war.
2005 trat Holz in die künstlerische Leitung des Schauspielhauses Bochum ein.
Als erste Inszenierung an diesem Haus legte er 2006 Oscar Wildes Ein idealer Gatte vor. Sebastian Koch kehrte als Lord Goring nach 12-jähriger Bühnenabstinenz mit dieser Arbeit wieder zum Theater zurück.
Als nächste Inszenierung am Schauspielhaus Bochum folgte 2006 Federico García Lorcas Dona Rosita oder die Sprache der Blumen, Ilse Ritter gelang mit der Darstellung der Titelrolle ein großes Comeback.
Arthur Schnitzlers Der einsame Weg war seine Bochumer Abschlussinszenierung.
2010 kehrte Holz mit Shakespeares Was ihr wollt, einer Koproduktion der Ruhrfestspiele Recklinghausen mit dem Renaissance-Theater Berlin, zurück, und besetzte die Rollen mit acht großen Bühnenaltstars des deutschen Theaters, von denen nur einer jünger als 60 Jahre war.
Im Sommer 2010 inszenierte Holz August Strindbergs Fräulein Julie auf Schloss Neuhardenberg. Am Nationaltheater Mannheim brachte Armin Holz im Oktober 2013 mit Der Freischütz von Carl Maria von Weber seine erste Oper auf die Bühne.
2015 zeigte Holz am Landestheater Linz sein Projekt Familienfeste: Henrik Ibsens Familiendrama Gespenster, Virginia Woolfs Erzählung Mrs Dalloway und Paul Abrahams Operette Viktoria und ihr Husar an einem Abend.

## Mitarbeiter
Schauspieler

Holz arbeitete mit zahlreichen bedeutenden Schauspielern des deutschen Theaters wie Ingrid Andree, Veronika Bayer, Ortrud Beginnen, Margit Bendokat, Anne Bennent, Bärbel Bolle, Markus Boysen, Sibylle Canonica, Margit Carstensen, Hans Diehl, André Eisermann, Vadim Glowna, Sylvester Groth, Elsa Grube-Deister, Jeanette Hain, Corinna Harfouch, Ulrich Haß, Elfriede Irrall, Friederike Kammer, Nikolai Kinski, Sebastian Koch, Valerie Koch, Imogen Kogge, Ulrike Krumbiegel, Dieter Laser, Hans-Michael Rehberg, Ilse Ritter, Josefin Platt, Angela Schmid, Klaus Schreiber, Libgart Schwarz, Tatja Seibt, Reinhild Solf, Gundel Thormann, Elisabeth Trissenaar und August Zirner.
In seiner Inszenierung von Shakespeares Was ihr wollt besetzte er die Rolle des Narren mit der dänischen Pop- und Jazzsängerin Gitte Hænning.
Bühnenbild

Seit Die falsche Zofe betätigt Holz sich auch als Bühnenbildner seiner Arbeiten. Bei einigen Inszenierungen entstand das Bühnenbild – bewusst spartenübergreifend – in der Zusammenarbeit von Holz und einem Künstler. So zog Holz den Maler Jakob Mattner (Salome), die Filmausstatterin Heike van Bentum (Ein idealer Gatte) und die Kostümbildnerin Andrea Schmidt-Futterer (Der einsame Weg) für einzelne Arbeiten hinzu. Seit einem Aufenthalt als Praxisstipendiat in der Villa Massimo im Jahr 2009 arbeitet Holz mit dem Maler Matthias Weischer, einem Vertreter der Neuen Leipziger Schule, zusammen. Ihre erste gemeinsame Arbeit war Shakespeares Was ihr wollt, für die beide nicht nur das Bühnenbild, sondern auch die Kostüme entwickelten. Auch das Bühnenbild von Strindbergs Fräulein Julie sowie Carl Maria von Webers Der Freischütz entstand als Gemeinschaftsarbeit von Holz und Weischer. Bei Familienfeste entwarf Holz Bühnenbild und Kostüme gemeinsam mit dem Berliner Künstler Michael Müller.
Kostüm

Zu seinen Kostümbildnerinnen zählen die Niederländerin Lia Doornekamp und die in der internationalen Opernwelt berühmte Andrea Schmidt-Futterer. Holz arbeitete mit den Berliner Avantgarde-Modemacherinnen Claudia Skoda und Christine Birkle. Darüber hinaus beschäftigte er Filmkostümbildnerinnen wie Esther Walz und Barbara Baum.
Musik

Mike und Kate Westbrook, Georg Gräwe, Irmin Schmidt („Can“) und Jazzstars wie Till Brönner, Philipp Weiss und Lisa Bassenge arbeiteten für Holz als Bühnenkomponisten.
Licht

Bei Was ihr wollt firmierte der renommierte Kameramann Benedict Neuenfels als Lichtdesigner. Bei Webers Der Freischütz arbeitete Holz mit dem Lichtdesigner Sebastian Alphons zusammen.
Übersetzungen und Bearbeitungen

Holz übersetzte (gemeinsam mit Richard Gardner) und bearbeitete Die falsche Zofe, Salome und Ein idealer Gatte für seine Inszenierungen. Bei Was ihr wollt und Fräulein Julie erstellte er die Bearbeitung gemeinsam mit Gerhard Ahrens, dem ehemaligen Künstlerischen Leiter der Berliner Schaubühne am Lehniner Platz.
Dramaturgie

Dramaturgische Mitarbeiter von Holz waren Michael Zochow in Wuppertal, Annette Reber am Deutschen Theater Berlin und Michael Huthmann am Schauspielhaus Bochum.
Theaterfotografie

Seit seiner ersten Arbeit 1988 wird sein Werk von Joseph Gallus Rittenberg fotografisch dokumentiert.

## Schriften, Interviews und journalistische Begegnungen
1998 veröffentlichte die Fachzeitschrift „Theater der Zeit“ Holz’ Essay „Mein Theater“. Holz stellte ihm Louis Jouvets Satz: „Professionell sein, heißt authentisch sein“ und Peter Zadeks Bekenntnis: „Ich träume von einem Theater, das Mut macht“ voran. Holz formuliert: „Ich arbeite für ein Theater, in dem der Text im Zentrum steht. Ein Theater, das sich in den Text vergräbt, ihn liebt. [...] Ich träume von einem Theater, das kein Publikum ausschließt. Ich träume von einer Versammlung von Menschen, die neugierig sind, naiv und intellektuell, streng und sinnlich. Ich teile die Sehnsucht des Publikums nach gesteigertem Empfinden, Magie, Festlichkeit. [...] Regie führen heißt für mich: die Langeweile abstellen, endlos suchen, auf eine Reise gehen. Immer wieder der Kampf zwischen Menschendarstellung und Stil, Form und Assoziation. Und immer wieder träumen: von einem Theater, das sich nicht schämt, Theater zu sein. Von einem selbstbewussten Theater. Von einem theatralischen Theater. Vor allem aber: Inszenieren ist ein zärtliches Gefühl.“ (Armin Holz: Theater der Zeit, September 1998)
Anlässlich von Zadeks achtzigstem Geburtstag im Jahr 2006 resümierte Holz in dem Buch „Peter Zadek. His Way“: „Als ich 1986 - damals war ich noch Regiestudent an der Otto-Falckenberg-Schule - zu Peter Zadek ans Deutsche Schauspielhaus Hamburg kam, glaubte ich, bei ihm lernen zu können, wie man Regie führt. Ich habe es natürlich nicht gelernt. Ich habe es auf die wunderbarste Weise nicht gelernt. Was man bei Peter Zadek lernen kann, ist, dass man ihn und seine Arbeit nicht imitieren kann. Er ist einzigartig und seine Arbeitsweise ist nicht übertragbar (auch wenn er das vielleicht denkt). Seine Arbeitsweise ist tief in seinem Menschsein, in seinem seelischen Erleben, in seiner Sensibilität verwurzelt, und darum kann man bei Peter Zadek alles lernen. Man kann lernen, sich selbst zu entdecken. Man kann lernen, dass man nicht sein und inszenieren kann wie ein anderer. Man kann lernen, unverstellt zu sein. In diesem Sinne habe ich bei Peter Zadek viel, wenn nicht alles gelernt.“ (Armin Holz: in Klaus Dermutz (Hrsg.): Peter Zadek. His Way. Henschel Verlag, Berlin 2006)
Holz gibt selten Interviews. 2001 sprach er mit dem Journalisten Helmut Schödel (Süddeutsche Zeitung), 2003 mit dem Spiegel-Autor Jürgen Leinemann und 2013 mit Volker Corsten (Frankfurter Allgemeine Sonntagszeitung).